# Талма

Джерело Талма (Ложка).

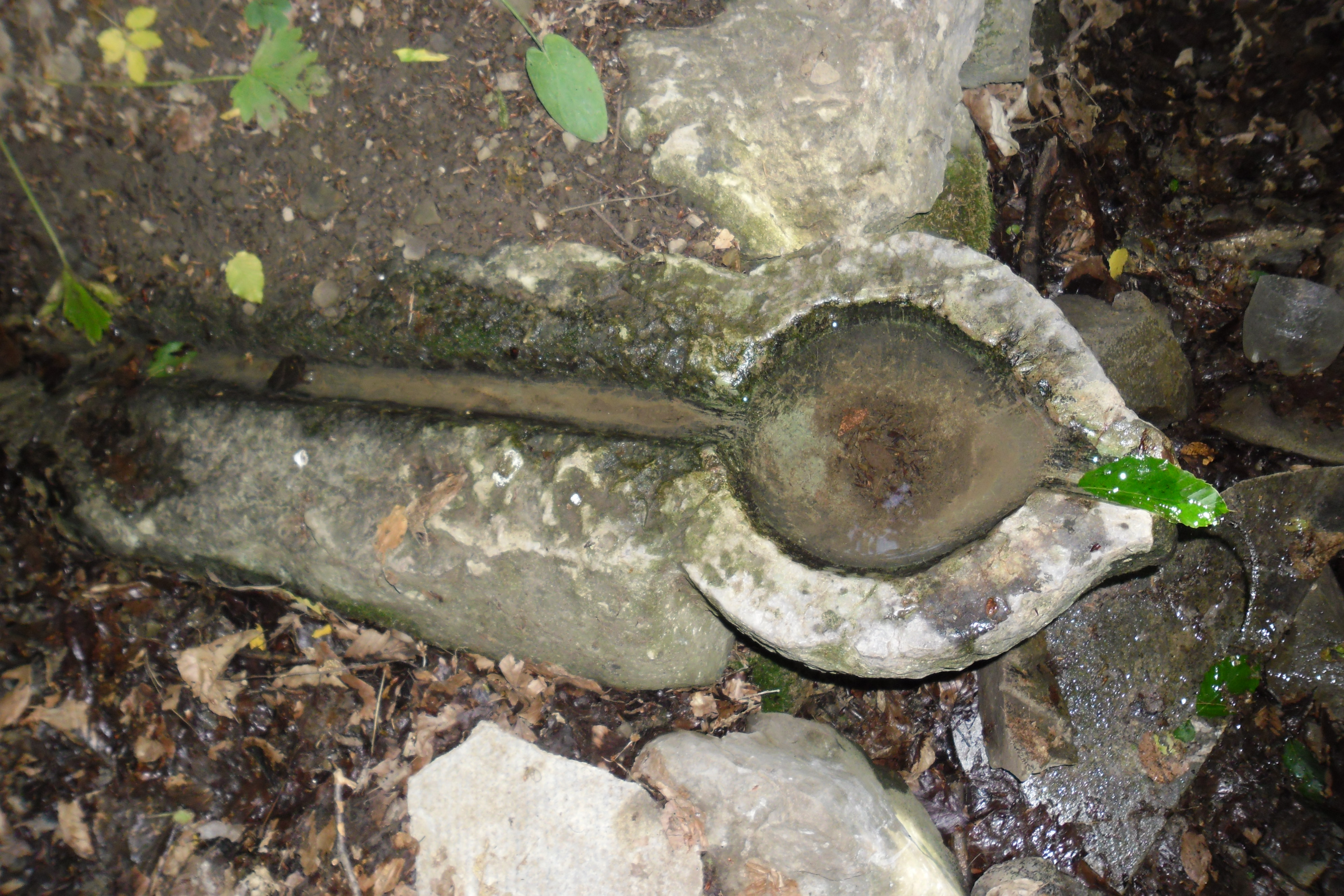
Джерело Талма (інша назва — Ложка). Крим.

Талма́ (рос. Талма, крим. Talma, Талма) — джерело в Криму, знаходиться на південно-східному схилі Бабуган яйли за 2,5 км на південь від гори Куш-Кая і за 4 км на північний захід від села Малий Маяк (Алуштинська міськрада). Назва Талма у перекладі з кримськотатарської означає «втома». Джерело розташоване на стежці на Бабуган яйлу — Талма-Богаз (дослівно «перевал втоми»), від якої, скоріш за все, і отримло своє ім'я. Опис цього джерела зустрічається у виданні Миколи Головкінського «Джерела Чатирдага і Бабугана» за 1893 рік, де Головкінський вказував, що витрата джерела — 100 відер за добу. Зараз джерело дає не більше 0,3-0,4 л/с. каптаж джерела частково зберігся. Джерелу штучно надано обрису довгастої кам'яної чаші діаметром близько 40 см. Звідси й інша (місцева) назва джерела — «Ложка».